# Benkóczy Zoltán
Benkóczy Zoltán (Apátfalva, 1946. április 3. –) magyar színész, a Budapesti Operettszínház örökös tagja.

## Életpályája
1961–1964 között a makói József Attila Gimnázium diákja volt. 1966–1971 között a kecskeméti Katona József Színházban játszott segédszínészként. 1967-ben lépett először színpadra a My Fair Lady-vel. 1973-ban szerepelt először filmben, ami a Régi idők focija volt. 1974-ben végzett a Színház- és Filmművészeti Főiskola operett-szakán Vámos László osztályában. 1972 óta a Budapesti Operettszínház tagja volt, s játszik a Turay Ida Színtársulatban is. 1980-ban alapító tagja volt a Rock Színháznak. 2006 óta Apátfalva község díszpolgára.

## Színházi szerepei
A Színházi Adattárban regisztrált bemutatóinak száma: 131.
- Lerner–Loewe: My Fair Lady... Doolittle; George
- Bakonyi Károly: Mágnás Miska... Mixi gróf
- Békeffi István: Rigó Jancsi... Monsieur Dupont
- Jonson: Volpone, avagy a pénz komédiája... Castrone
- Kálmán Imre: A cirkuszhercegnő... Pelikán; Portás; Brusowszky adjutáns
- Arisztiphanész: Lüszisztraté... Első öreg
- Lombardo-Wilner: Három grácia... A titokzatos
- Raffai Sarolta: Diplomások... Első munkás
- Anouilh: Euridiké... Buszsofőr
- Czakó Zsigmond: László király... Temetőőr
- Kálmán Imre: Csárdáskirálynő... Lazarevics; Leopold herceg; Miska pincér
- William Shakespeare: Macbeth... III. gyilkos; Seyton
- Andersen: Budapesti tavasz...
- Steffen-Knetter: Gasparone... Calvazzi
- Szilágyi László: Én és a kisöcsém... Végrehajtó
- Boldizsár Miklós: Hérosztratosz...
- Baklanov: Gázolás... Szövetkezeti elnök
- Raszkov-Tippot: Nyugtalan boldogság... 2. utas
- Euripidész: Alkésztisz... Heraklész
- Brecht: Rettegés és ínség a harmadik birodalomban... .
- B. Turán Róbert: Madarak röpte... Diomédesz
- Carlo Goldoni: A chioggiai csetepaté... Vicenzo
- Bock: Hegedűs a háztetőn... Lázár Wolf
- Adujev: Dohányon vett kapitány... Akaki
- Sautter: Tüzijáték... Fritz bácsi
- Csemer Géza: Piros karaván... Kovács
- Forzano: Gianni Schicchi... Gianni Schicchi
- László Miklós: Éjféli operabemutató... Igazgató
- Vörösmarty Mihály: Egy fiú és a tündér... Duzzog
- Offenbach: Orfeusz az alvilágban... Jupiter
- Komlós János: Folyt. köv... .
- Meilhac-Milhaud: Nebáncsvirág... Loriot őrmester
- Fényes–Békeffi: A kutya, akit Bozzi úrnak hívtak... Rendőr
- Lehár Ferenc: Cigányszerelem... Dragojan Péter; Kolompár Mihály
- Rejtő Jenő: Az ellopott futár... Kirug Hümér
- Druten-Isherwood: Kabaré... Harmadik pincér
- Brammer-Grünwald: Montmartre-i ibolya... Frascatti; Színigazgató
- Euripidész: Helené... Szolga
- Mocsár Gábor: Az özvegyi hűség...
- Petőfi Sándor: János vitéz... A falu csősze; Francia király
- Spewack: Csókolj meg, Katám!... Első gengszter
- Labiche: Florentin kalap... Nonancourt
- Gerken-Rapopport: Violetta... Kutajszov
- Miklós Tibor: Sztárcsinálók... Claudius
- Dumas: A kaméliás hölgy... Saint-Gaudens
- Rojas: Toledói szerelmesek... Rodrigo
- Zell-Henée: Boccaccio... Scalza
- Kipling: Maugli... Balu
- Willner-Reichert: Három a kislány... Bruneder nyergesmester
- Kálmán Imre: Marica grófnő... Populescu; Dragomir
- Bacsó Péter: Szerdán tavasz lesz... Muff Lajos
- Schönthan: A szabin nők elrablása... Rettegi Fridolin; Raposa Bogdán
- Urbán Gyula: Kaméleon... Simek
- Örsi Ferenc: Kilóg a lóláb...
- Huszka: Mária főhadnagy... Biccentő
- Rigó Béla: Bubó doktor házassága... Csőrmester
- Ábrahám: Bál a Savoyban... Pomerol; Archibald
- Meilhac-Halévy: A Gerolsteini nagyhercegnő... Lapin
- Kálmán Imre: Hajmási Péter...
- Asperján György: Robin Hood... Balambér barát
- Garinei-Gioannini-Fiastri: Mennyből a telefon... Polgármester
- Comden–Green–Brown: Ének az esőben... Dexter
- Ábrahám: Viktória... Pörkölty Béla
- Strauss: A denevér... Frosch
- Lindsay-Crouse: A muzsika hangja... Herr Zeller
- Offenbach-Strauss-Kálmán-Lehár: Térj vissza hozzánk...
- Nóti Károly: Hyppolit, a lakáj... Schneider Mátyás
- Offenbach: Szép Heléna... Achilles
- Bacsó-Makk-Hunyady: A vöröslámpás ház... Fővadász
- Lehár Ferenc: A víg özvegy... Kromov
- Csemer Géza: Dobostorta... Schreibi úr
- Csemer Géza: Czinka Panna, avagy A nagy kerti ünnepség zűrzavaros előzményei, avagy A Rákóczi-induló... Tiszteletes
- Willner-Bodansky: Luxemburg grófja... Lord Lanchester
- Lehár Ferenc: A mosoly országa... Főeunuch
- Strauss: A cigánybáró... Zsupán Kálmán
- Martos Ferenc: Lili bárónő... Becsei tiszttartó
- Barabás Pál: Egy szoknya, egy nadrág... Gróf Borsai Ubul
- Indig Ottó: Menyasszonytánc... Blum
- Hennequin-veber: Elvámolt nászéjszaka... Couzan
- Molnár Ferenc: A doktor úr... Cseresnyés
- Schanzer-Wellisch: Madame Pompadour... Kocsmáros
- Ludwig: Káprázatos kisasszonyok... Doki

## Filmjei
| - Régi idők focija (1973) - Ki van a tojásban? (1974) - Egy kis hely a nap alatt (1974) - Fekete gyémántok (1976) - Egy erkölcsös éjszaka (1977) - Cha-Cha-Cha (1982) - Egymásra nézve (1982) - Te rongyos élet (1983) - Higgyetek nekem! (1985) - Mátyás, az igazságos (1985) – Gazda (hang) - Vili, a veréb (1989) – Degesz (hang) - Az agglegény (1990) - Csocsó, avagy éljen május elseje! (2001) - Kémjátszma (2001) - A harag napja (2006) - Budakeszi srácok (2006) - De kik azok a Lumnitzer nővérek? (2006) - Jumurdzsák gyűrűje (2006) - Mansfeld (2006) - Tabló – Minden, ami egy nyomozás mögött van! (2008) - Az ügynökök a paradicsomba mennek (2010) - Elment az öszöd (2013) | - Egy ember és a többiek (1973) - A bolondok grófja (1974) - Nincs többé férfi (1974) - Császárlátogatás (1975) (1977-ben adták le) - Robog az úthenger (1976) - A fantasztikum betör a detektívregénybe, avagy Daibret felügyelő utolsó nyomozása (1977) - Bezzeg a Töhötöm (1977) - Illetlenek (1977) - Fent a Spitzbergáknál (1978) - Küszöbök (1978) - Mire megvénülünk (1978) - Képviselő úr (1979) - A Mi Ügyünk, avagy az utolsó hazai maffia hiteles története (1980) - Hol colt, hol nem colt (1980) - Megtörtént bűnügyek (1980) - Mese az ágrólszakadt igricről (1981) - Névtelen hősök (1982) - Mint oldott kéve (1983) - Osztrigás Mici (1983) - Linda I. (1983) - Három kövér (1984) - Egy lócsiszár virágvasárnapja (1985) - A fantasztikus nagynéni 1-2. (1986) - Szomszédok (1987-1999) - Csicsóka és a Moszkitók (1988) - Gyilkosság két tételben (1988) - Freytág testvérek 1-5. (1989) - Rizikó (1993) - Patika (1994) - Offenbach titkai (1996) - A Szórád-ház 1-22. (1997) - Pál utcai fiúk (2003) - Barátok közt (2004) |

## Szinkronizálásai
- 1939: Hatosfogat: Buck, a postakocsis - Andy Devine
- 1948: Biciklitolvajok: Baiocco - Gino Saltamerenda
- 1953: Pán Péter: Hook kapitány - Hans Conried
- 1967: Asterix, a gall: Obelix - Jacques Morel
- 1968: Asterix és Kleopátra: Obelix - Jacques Morel (1. szinkron)
- 1974: Két aranyásó: Shorty - Rolf Hoppe
- 1975: Egy zseni, két haver, egy balek (Magyar hang a Mokép-nél): Kártyázó börtönőr - Vittorio Fanfoni (1. szinkron)
- 1975: Monte Cristo grófja: A fényjelző állomás kezelője - Franco Mazzieri
- 1976: Asterix tizenkét próbája: Obelix - Jacques Morel
- 1978: Óvakodj a törpétől: A Török - Ion Teodorescu (2. szinkron)
- 1979: Az erőszak íze: Cal Logan - Dennis Burkley
- 1983: Lenni vagy nem lenni: Bieler - Zale Kessler
- 1994: A báránysültek hallgatnak: Dr. Animál Kannibál Pizza - Dom DeLuise
- 2002: Pán Péter – Visszatérés Sohaországba- Hook kapitány - Corey Burton
- 2005: A halott menyasszony: Mayhew - Paul Whitehouse

## Díjai, elismerései
- Apátfalva község díszpolgára (2006)
- Kálmán Imre-emlékplakett (2010)
- Magyar Köztársasági Arany Érdemkereszt (2011)
- Budapestért díj (2012)
- A Budapesti Operettszínház örökös tagja (2021)[7]